# Свистов, Павел Дмитриевич
Павел Дмитриевич Свистов (1924—1983) — старший сержант Советской Армии, участник Великой Отечественной войны, Герой Советского Союза (1945).

## Биография
Павел Свистов родился 26 октября 1924 года в селе Солоновка (ныне — Смоленский район Алтайского края). После окончания шести классов школы работал в колхозе. В августе 1942 года Свистов был призван на службу в Рабоче-крестьянскую Красную Армию. С августа 1943 года — на фронтах Великой Отечественной войны. В боях неоднократно был ранен.
К августу 1944 года сержант Павел Свистов был разведчиком взвода пешей разведки 928-го стрелкового полка 252-й стрелковой дивизии 10-го гвардейского стрелкового корпуса 4-й гвардейской армии 2-го Украинского фронта. Отличился во время освобождения Молдавской ССР. 23 августа 1944 года в бою за село Болдурешты Унгенского района, когда под массированным пулемётным огнём противника не смог продвигаться вперёд стрелковый батальон, Свистов вместе с группой бойцов батальона прорвался к немецким позициям и уничтожил 18 солдат и офицеров противника, а остальных обратил в бегство. Ворвавшись в село, Свистов с товарищами разгромил немецкий обоз и автоколонну, уничтожив в общей сложности около 30 солдат и офицеров противника. В том бою было захвачено большое количество военной техники, 22 солдата и офицера противника сдались в плен.
Указом Президиума Верховного Совета СССР от 24 марта 1945 года за «мужество, отвагу и героизм, проявленные на фронте борьбы с немецкими захватчиками» сержант Павел Свистов был удостоен высокого звания Героя Советского Союза с вручением ордена Ленина и медали «Золотая Звезда» за номером 4998.
В 1947 году в звании старшего сержанта Свистов был демобилизован. Проживал и работал сначала на родине, затем в Барнауле и Бийске. Скончался 27 декабря 1983 года, похоронен в Бийске.
Был также награждён орденами Отечественной войны 2-й степени, Красной Звезды и Славы 3-й степени, рядом медалей.